# Thyene pulchra
Thyene pulchra är en spindelart som beskrevs av Peckham, Peckham 1903. Thyene pulchra ingår i släktet Thyene och familjen hoppspindlar. Inga underarter finns listade i Catalogue of Life.